# Renaud Garreta
Renaud Garreta, né le 10 janvier 1964 à Brest, est un dessinateur de bande dessinée français.

## Biographie
Il suit les cours de l’École Supérieure d’Art Graphique[Quoi ?], puis travaille comme roughman et story-boarder pour la publicité et le cinéma, notamment sur Immortel d’Enki Bilal ou encore sur Arthur et les Minimoys de Luc Besson. À partir de 1996, il participe à des projets de bandes dessinées ; son premier album est Armageddon, de la série Fox One. Il a aussi participé aux séries Insiders et Le Maître de Benson Gate. Récemment[Quand ?], il fonde sa propre maison d'édition, Dust Editions, et lance une nouvelle série sur la moto GP, intitulée Warm Up, qu'il dessine et écrit seul. 

## Bandes dessinées publiées
- Fox One, scénario d'Olivier Vidal, Philippe Arnaud SA[3] :

1. Armageddon, 1997  (ISBN 2-9511483-0-5).
2. T.L.D., 1999  (ISBN 2-913482-00-7).
3. NDE, 2001  (ISBN 2-913482-02-3).

- Insiders, scénario de Jean-Claude Bartoll, Dargaud :

1. Guérilla tchétchène, 2002  (ISBN 2-205-05372-8)
2. Opération Offshore, 2003  (ISBN 2-205-05393-0)
3. Missiles pour Islamabad, 2004  (ISBN 2-205-05556-9)[4].
4. Le Piège afghan, 2005  (ISBN 2-205-05658-1)[5].
5. O.P.A. sur le Kremlin, 2006  (ISBN 2-205-05761-8)
6. Destination goulag, 2007  (ISBN 978-2-205-05962-5)
7. Les Dragons de Pékin, 2008  (ISBN 978-2-205-06233-5)
8. Le Prince rouge, 2009  (ISBN 978-2-205-06281-6)
9. Narco business, 2012  (ISBN 978-2-205-06864-1)
10. African Connection, 2014  (ISBN 978-2-205-07150-4).

- Les Aventures de Tanguy et Laverdure t. 27 : Opération Opium, scénario de Jean-Claude Laidin, Dargaud, 2005  (ISBN 2-205-05745-6).
- Le Maître de Benson Gate, scénario de Fabien Nury, Dargaud :

1. Adieu Calder, 2007  (ISBN 978-2-205-05682-2)
2. Huit petits fantômes, 2008  (ISBN 978-2-205-06015-7)
3. Le sang noir, 2011  (ISBN 978-2-205-06435-3)
4. Quintana Roo, 2011  (ISBN 978-2-205-06436-0)

- « Ennui mortal », dans Les Véritables légendes urbaines, scénario de Rémi Guérin et Éric Corbeyran, Dargaud, coll. « +16 », 2009  (ISBN 978-2-205-06283-0).
- Seul autour du monde : Une histoire du Vendée Globe, scénario d'Alexandre Chenet, Dargaud, 2012  (ISBN 978-2-205-07040-8).
- Warm Up :

1. D.O.A, Dust Éditions, 2013  (ISBN 978-2954504704)
2. À Tombeau ouvert, Dust Éditions, 2015  (ISBN 978-2954504735)
3. In loving memory, Dargaud, 2018  (ISBN 978-2-9545047-4-2).

- Histoires du Vendée Globe, scénario d'Alexandre Chenet, Dargaud, 2016  (ISBN 978-2-205-07563-2).
- Reporter, scénario avec Laurent Granier, dessin de Gontran Toussaint, Dargaud :

1. Bloody Sunday, 2016  (ISBN 978-2-205-07526-7).
2. Les Derniers Jours du Che, 2017  (ISBN 978-2-205-07676-9).

- Le Plus Long Chemin de l'école, scénario de Marie-Claire Javoy, Dargaud, 2017  (ISBN 978-2-205-07723-0).
- Thomas Coville : La Quête de l'ultime, scénario d'Alexandre Chenet, Dargaud  (ISBN 978-2-205-07981-4).